# 9053 Hamamelis
A 9053 Hamamelis (ideiglenes jelöléssel 1991 VW5) a Naprendszer kisbolygóövében található aszteroida. Eric Walter Elst fedezte fel 1991. november 2-án.